# Kapuzinerkloster Solothurn

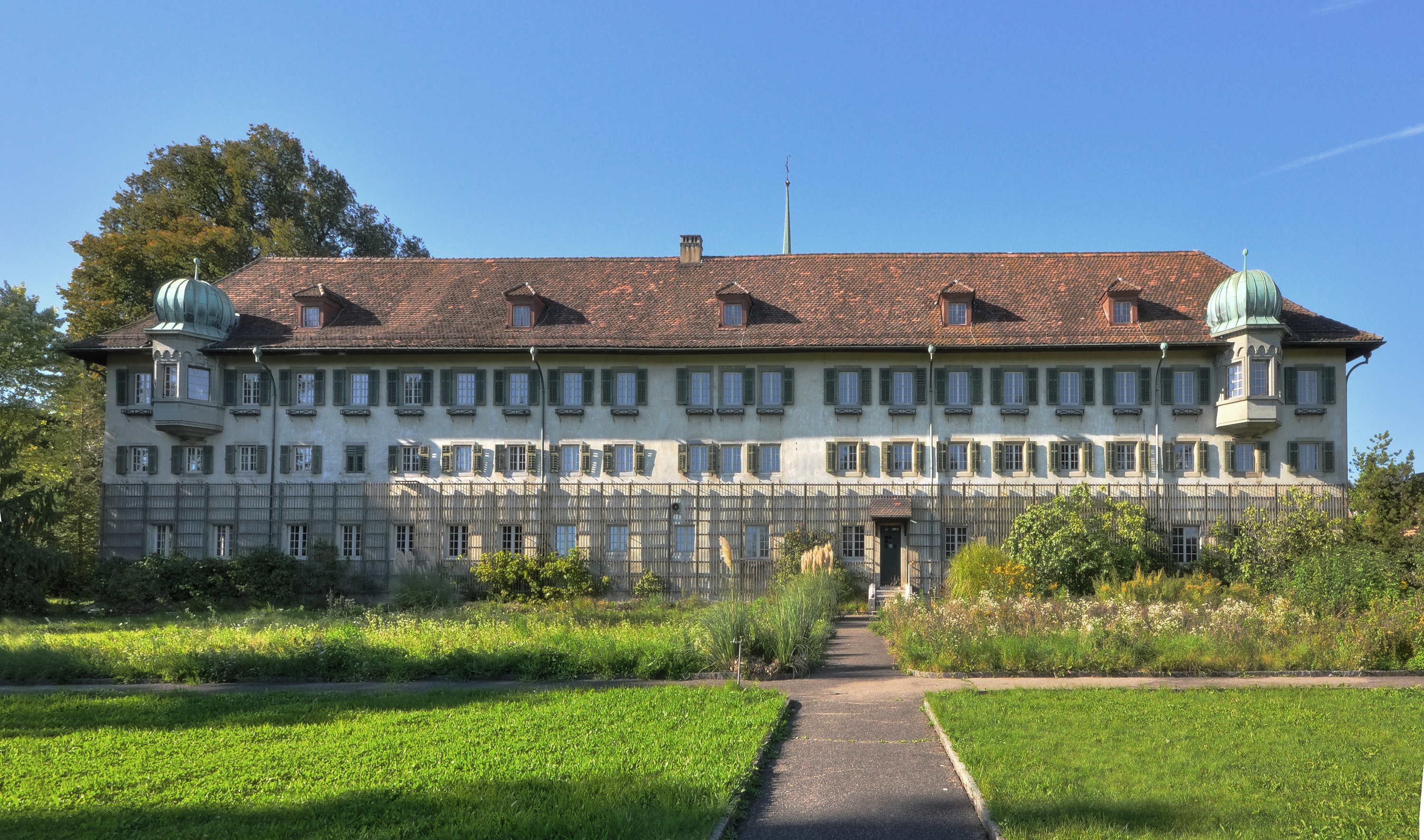
Hauptgebäude von Süden, 2010

Das Kapuzinerkloster Solothurn ist ein ehemaliges Kloster des Kapuzinerordens in der Stadt Solothurn im Bistum Basel, Schweiz. Es wurde 1588 gegründet und diente während Jahrhunderten als Studienkloster, in dem Schweizer Kapuziner ihre theologische Ausbildung erhielten. Die franziskanisch bescheidene künstlerische Ausstattung, zu der jedoch auch ein bekanntes Altargemälde von Gerard Seghers gehört, und die umfangreiche Bibliothek waren nie von Plünderungen oder Klosteraufhebungen beeinträchtigt. Noch in der ersten Hälfte des 20. Jahrhunderts erlebte das Kloster ein starkes Wachstum seiner Gemeinschaft, musste jedoch 2003 aus Mitgliedermangel aufgegeben werden. Welcher Nutzung das Gebäude, das sich im Eigentum des Kantons Solothurn befindet, künftig dienen soll, ist noch offen.

## Geschichte

Lage des Klosters im Quartier „Greiben“

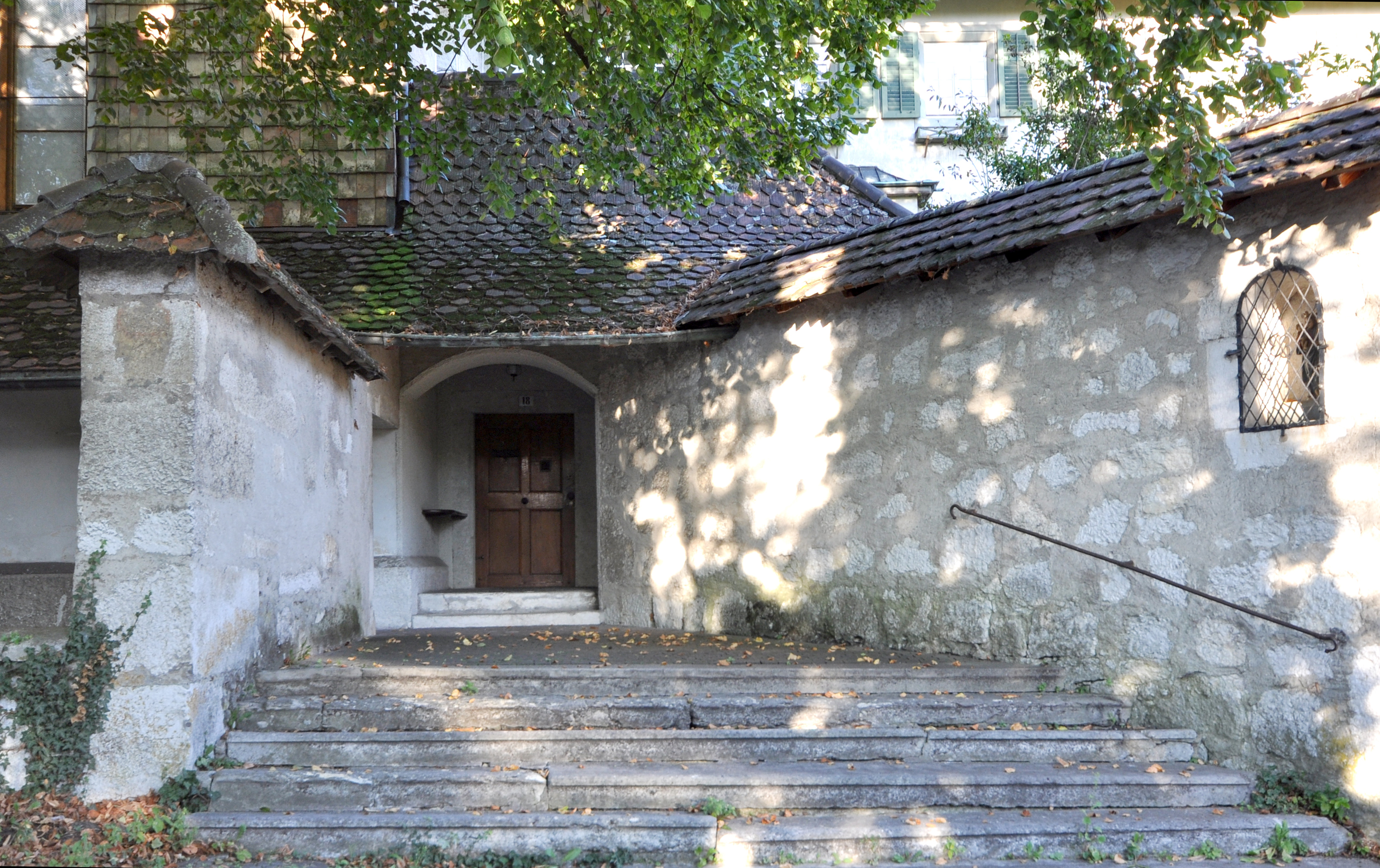
Pforte, 2010

### Gründung
Im eidgenössischen Stand Solothurn breitete sich zunächst die Reformation aus. Nach dem Zweiten Kappeler Landfrieden 1531 setzte jedoch eine Rekatholisierung ein, die den ganzen Kanton bis auf den Bucheggberg erfasste. Als katholischer Alter Ort befand sich Solothurn zwischen den reformierten Orten Basel und Bern in einer schwierigen Lage. Der linksufrige Teil der Stadt an der Aare gehörte damals zum Bistum Lausanne, der rechtsufrige Teil zum Bistum Konstanz.
In dieser Situation machte Karl Borromäus 1584 den Vorschlag, in Solothurn ein Kapuzinerkloster zu gründen, jedoch vorerst ohne Erfolg. Am 29. Mai 1588 hielten sich zwei Kapuziner, Alexius del Bene aus Mailand und Ludwig von Einsiedel (oder Einsidl) aus Sachsen auf der Durchreise von Pruntrut nach Luzern in Solothurn auf. Auf Wunsch des Apostolischen Nuntius Octavius Paravicini setzten sie sich mit dem solothurnischen Rat in Verbindung. Sie wurden von drei angesehenen Ratsmitgliedern empfangen: Schultheiss Stephan Schwaller, Venner Lorenz Aregger und Stadtschreiber Hans Jakob vom Staal (der Ältere). Diese führenden Persönlichkeiten der Stadt gaben den Patres zu verstehen, dass eine Niederlassung der Kapuziner in Solothurn willkommen wäre, und zeigten ihnen ein Grundstück beim Herrensitz Blumenstein, das sie als geeigneten Platz für ein kleines Ordenshaus ansahen.
Im Juli 1588 reiste Pater Stephan von Mailand, Generalkommissar der Schweizer Kapuziner, nach Pruntrut, wo er mit dem Bischof von Basel, Jakob Christoph Blarer von Wartensee, die Gründung eines Klosters besprechen wollte. Am 8. Juli erschien er vor dem Solothurner Rat und erkundigte sich, ob der Rat immer noch eine Niederlassung der Kapuziner wünsche. Im Rat bestand Uneinigkeit; man kam von den ursprünglichen Versprechungen der drei Ratsherren zwar ab, stellte den Kapuzinern aber doch in Aussicht, die Kapelle St. Stephan am Friedhofplatz (in der heutigen Altstadt) nutzen zu können. Oberst Wilhelm Tugginer wollte sich dabei um eine Unterkunft für die Kapuziner bemühen. Der Rat wollte noch kein Kloster bauen lassen, war aber mit einem Hospiz, also einem kleinen Ordenshaus mit wenigen Mönchen, einverstanden. Stephan von Mailand wählte dafür die Patres Georg von Venedig und Andreas Meier von Sursee aus. Sie trafen im September 1588 in Solothurn ein und wurden schliesslich im Doktorhaus auf dem Klosterplatz untergebracht; für die Gottesdienstfeier wurde ihnen die dortige St. Peterskapelle angewiesen. An diesem Entschluss soll neben der Empfehlung des Nuntius und dem guten Eindruck, den die Kapuziner in Solothurn hinterliessen, auch der Wunsch beteiligt gewesen sein, den Zusammenhalt mit den fünf katholischen Kantonen der Innerschweiz zu stärken.
Die Kapuziner gewannen mit ihrem Glaubenseifer in Solothurn rasch an Einfluss. Schon ihre Adventspredigten 1588 sollen viele Solothurner zur Beichte getrieben haben. Selbst reformierte Berner sollen von Kapuzinern in Solothurn zur Konversion gebracht worden sein. Vor allem Pater Fabritius von Lugano, der den Solothurner Kapuzinern von 1589 bis 1591 vorstand, konnte den solothurnischen Rat stark im Sinne der strengen Glaubensvorstellungen der Kapuziner beeinflussen. Unter anderem wurden Abendtänze verboten, harte Strafen gegen Fluchen und Schwören verhängt und von den Kapuzinern als glaubensfeindlich angesehene Bücher verbrannt.

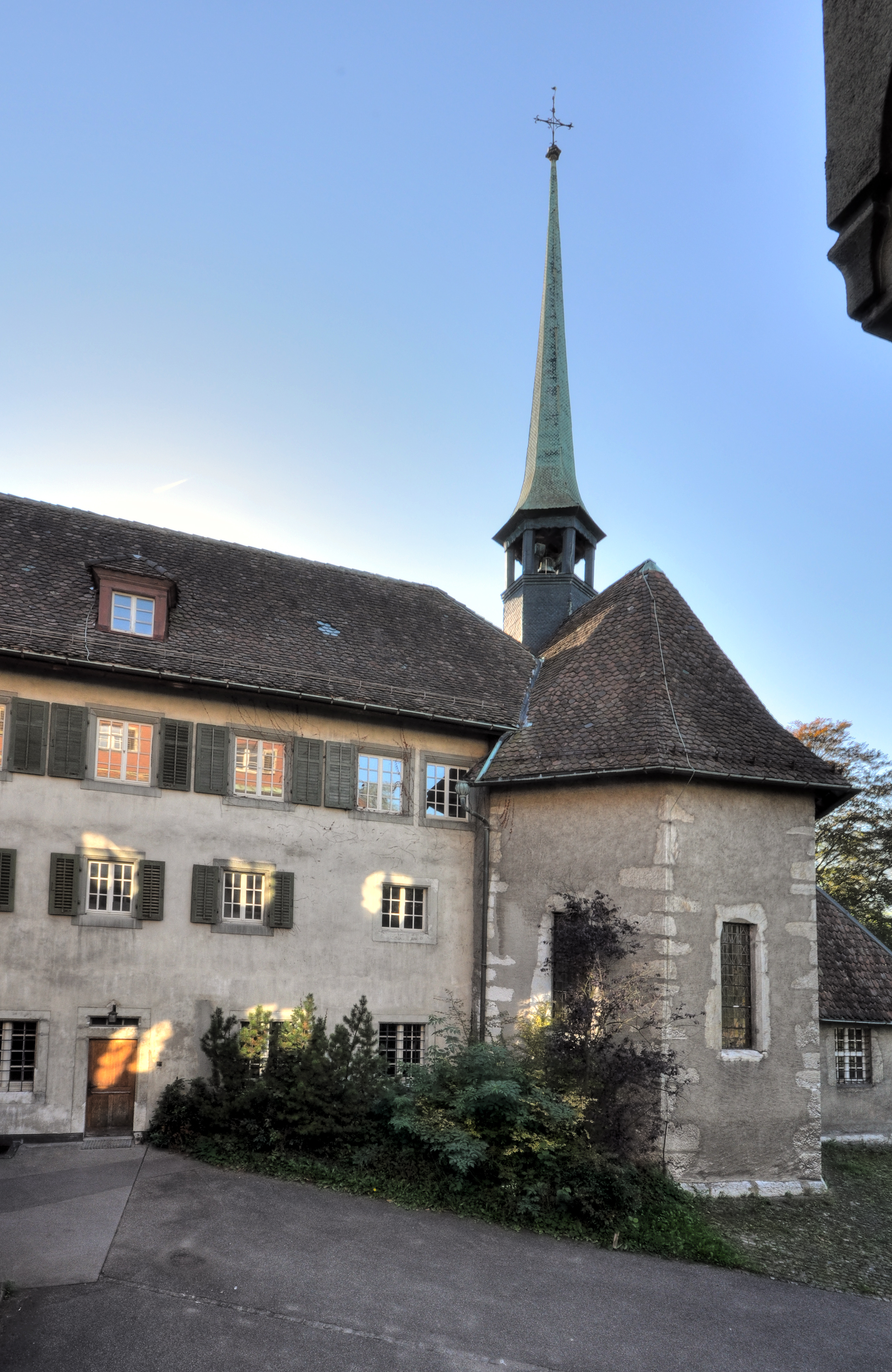
Innerer Chor und Dachreiter der Kirche des Kapuzinerklosters, 2010

Um das provisorische Hospiz abzulösen, wurde im November 1590 mit dem Bau eines eigentlichen Klosters begonnen. Der Rat von Solothurn stellte den Kapuzinern dazu ein Grundstück in der Greiben nordwestlich der heutigen Altstadt zur Verfügung. Ende 1592 war das Kloster vollendet, die dazugehörige Kirche im Sommer 1593. Geweiht werden konnte die Kirche erst mit grosser Verzögerung. Man hatte sich durch Anfragen bei den Bischöfen der Diözesen Lausanne, Basel und Konstanz um eine Weihe bemüht, es liess sich jedoch kein geeigneter Termin finden. Zwischen 1594 und 1596 ruhten die Bemühungen um eine Weihe der Kirche zudem, weil 1594 die Pest ausgebrochen war. Die Weihe der Kapuzinerkirche erfolgte schliesslich am 4. Mai 1597 durch den Apostolischen Nuntius Giovanni della Torre, Bischof der Diözese Veglia im heutigen Kroatien. Die Kirche wurde zu Ehren Mariä Verkündigung geweiht, mit zwei Altären, einer davon in einer Nebenkapelle zu Ehren des Heiligen Franz von Assisi. In den Altären wurden Reliquien des Märtyrers Ursus und seiner Gefährten der Thebaischen Legion eingeschlossen.
Der Stadtschreiber und Chronist Franz Haffner schreibt in seinem Solothurner Schaw-Platz (1666), dass den „Vättern Capucinern“ das erste Kloster und die Kirche „sehr schlecht und einfältig erbawet“ worden seien. Nach damaligem Sprachgebrauch ist das als „schlicht und einfach“ zu verstehen. Das Klostergebäude war zweigeschossig (Erdgeschoss mit einem Obergeschoss) und folgte in seiner Anlage dem einheitlich angewandten Modell für Kapuzinerklöster. Die Ordenssatzungen schrieben vor, dass die Räumlichkeiten „klein, demütig, arm, schlicht und einfach“ sein sollten.

### Ausbau des Klosters und Entwicklung der Klostergemeinschaft

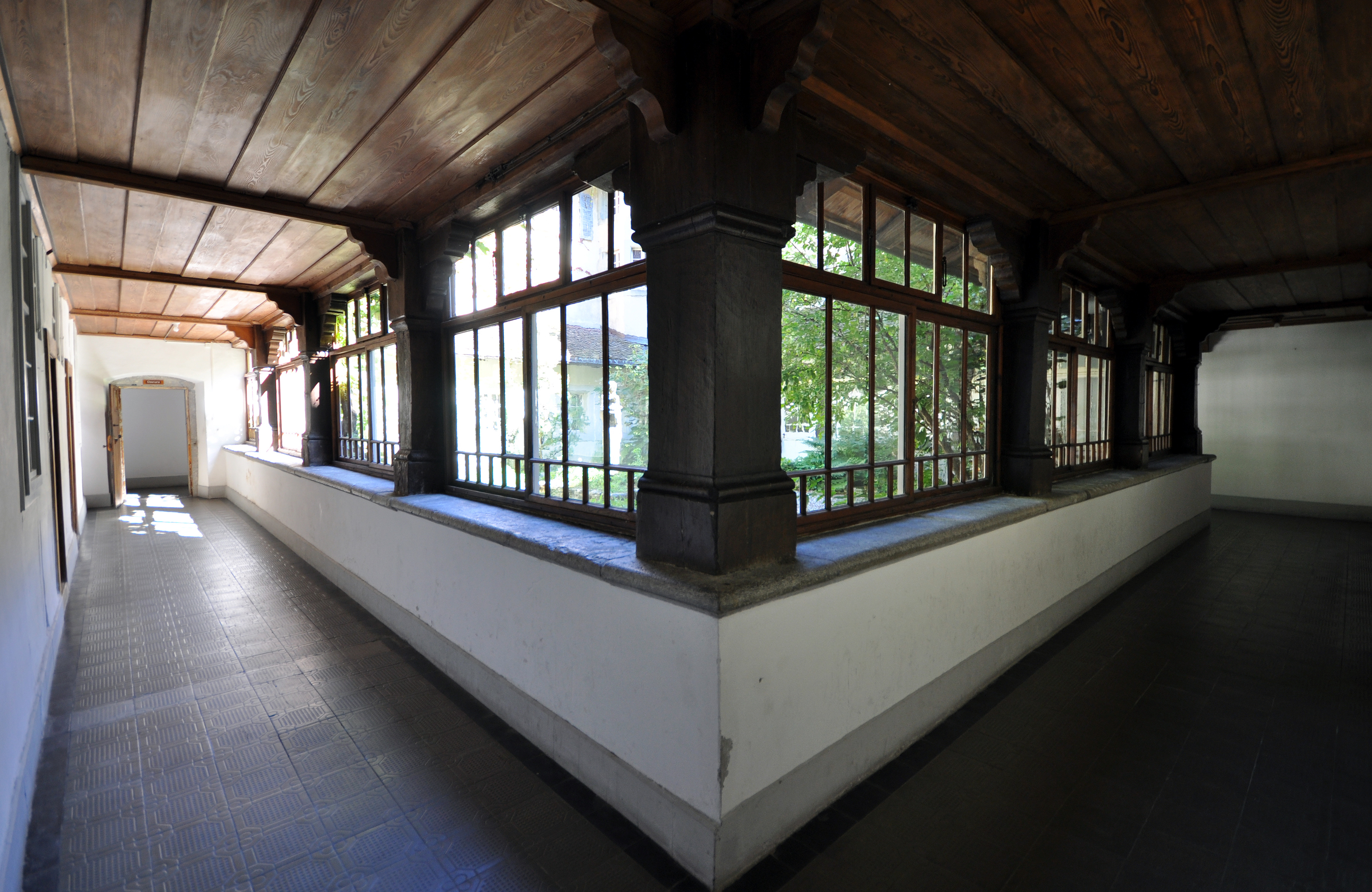
Kreuzgang 2010

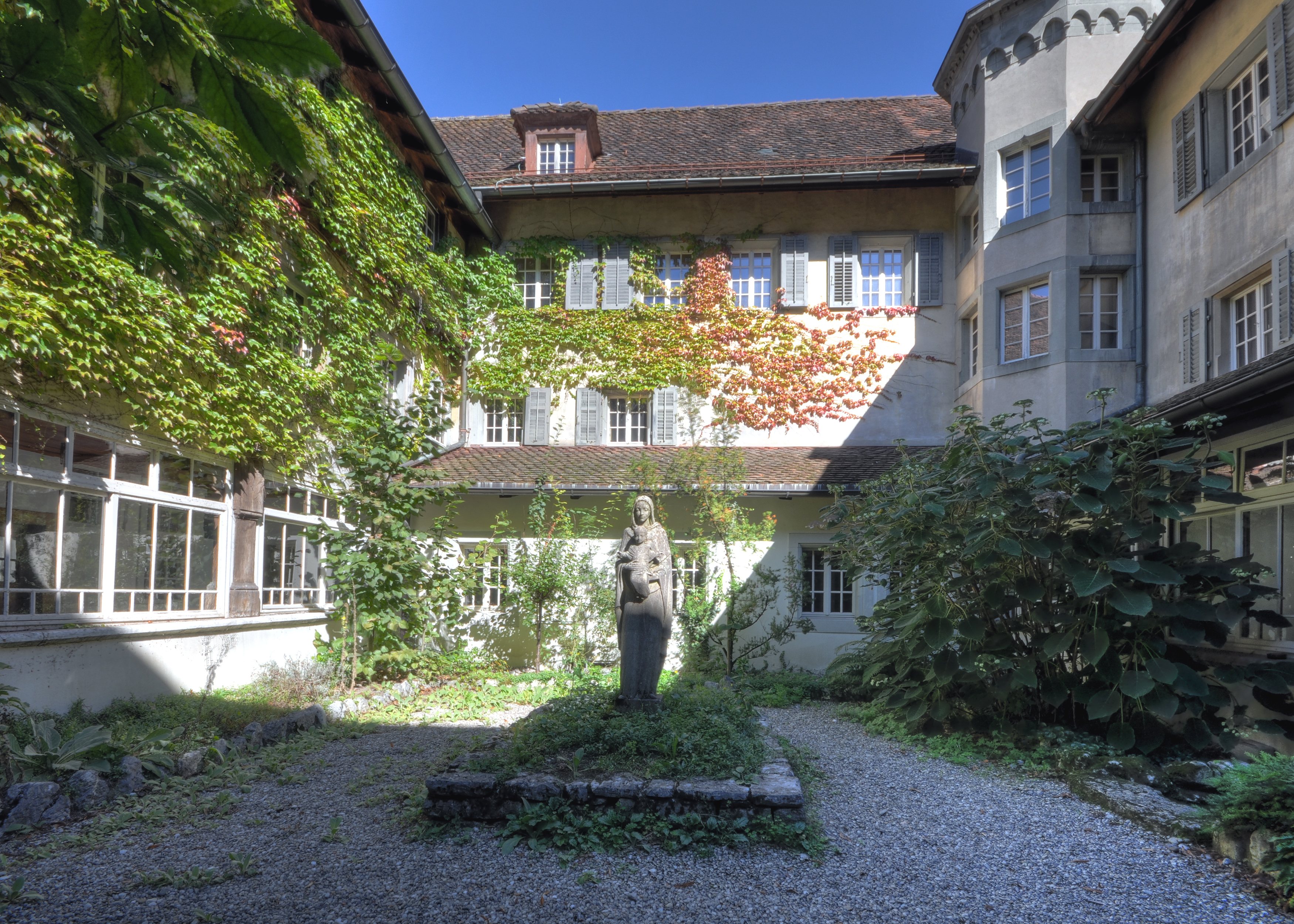
Kreuzgang Innenhof 2010

Schnell entwickelte sich das Solothurner Kloster zum „Studienkloster“, in dem Kleriker des Kapuzinerordens den höheren Studien nachgingen. Siegfried Wind vermutet in seiner Festschrift zum 350-jährigen Jubiläum des Klosters 1938, dass schon 1594 und 1597 Kleriker, die aus Solothurn nach auswärts zu den Weihen geschickt wurden, ihre Studien in Solothurn absolvierten. Für 1603 besteht bereits Gewissheit darüber, dass Solothurn als Studienkloster diente, da der erkrankte Guardian von seinem Nachfolger urkundlich belegt nicht nur in seiner Funktion als Klostervorsteher, sondern auch als „Lektor der Logik“ ersetzt wurde. Ein fast lückenloses Verzeichnis der Solothurner Professoren für Philosophie und Theologie seit 1624 befindet sich im Archiv der Schweizer Kapuzinerprovinz in Luzern.
Wie auch die anderen frühen Kapuzinerklöster der Schweiz erwies sich das Gebäude nach kurzer Zeit als zu klein und musste vergrössert werden. Bereits 1617 war das Gebäude um einen Anbau für die Bibliothek und einige Zellen erweitert worden. Von 1629 bis 1630 wurde die Klosterkirche bedeutend vergrössert. Zwischen 1664 und 1665 vergrösserte man das Kloster erneut und erweiterte auch den Garten. 1716 wurde eine Kapelle zu Ehren des 1712 heiliggesprochenen Kapuziners Felix von Cantalice geweiht.
Obwohl ein Klostergarten vorhanden war, bestand aufgrund des franziskanischen Selbstverständnisses der Kapuziner als Bettel- und Wanderorden kein eigentlicher Selbstversorgungsbetrieb; Solothurner Bürger liessen dem Kloster regelmässig Lebensmittel zukommen.
Sowohl die Französische Revolution als auch die Helvetik (1798–1803) und den Kulturkampf (1871–1874) überstand das Kapuzinerkloster Solothurn unbeschadet. Es wurde nie säkularisiert, im Gegensatz zu vielen anderen Schweizer Klöstern, darunter auch das solothurnische Benediktinerkloster Mariastein.
Während der Helvetik war das Kloster allerdings, wie fast alle Schweizer Klöster, ab 1799 von einem Verbot betroffen, Novizen aufzunehmen. Der Solothurner Grosse Rat hob dieses Verbot für den Kapuzinerorden mit einem Beschluss vom 29. Oktober 1803 auf Antrag des Kleinen Rats auf. Der Erlass stellt alle Kapuzinerklöster des Kantons „unter den unmittelbaren Schutz der Regierung“ und sichert ihnen ihre Existenz feierlich zu. Er ist immer noch rechtskräftig (Stand 2018).
Ein starkes Wachstum seiner Kapuzinergemeinschaft erlebte das Solothurner Kloster in der ersten Hälfte des 20. Jahrhunderts. Von 1927 bis 1929 wurde es umgebaut und aufgestockt, 1932 der Ostflügel erweitert. Seit einer Zusammenziehung der theologischen Studien der Schweizer Kapuziner in Solothurn 1931 lebten im Kloster insgesamt etwa 70 Brüder, davon jeweils ungefähr 40 Theologiestudenten. 1953/1954 wurde noch ein Nordflügel angeschlossen.

### Auflösung des Klosters
1981 führte ein starker Rückgang der Ordenseintritte dazu, dass die Schweizer Kapuziner ihre eigene Theologieausbildung aufgeben mussten. Die wenigen verbliebenen Theologiestudenten wechselten an die Theologische Fakultät von Luzern. Um die Tradition des Ausbildungsklosters fortzuführen, wurde das Noviziat der Schweizer Kapuzinerprovinz nach Solothurn verlegt. Trotzdem war die Klostergemeinschaft 1988, als das 400. Jubiläum des Klosters gefeiert wurde, auf nur noch 26 Kapuziner geschrumpft. Die Kapuziner unterhielten damals noch 15 Klöster in der Deutschschweiz, von denen aufgrund der immer seltener werdenden Ordenseintritte in den folgenden Jahren mehrere geschlossen werden mussten. Nachdem im Kanton Solothurn 1990 schon das Kapuzinerkloster Dornach geschlossen worden war, traf es 2003 schliesslich auch das Kloster in Solothurn. Ein Plan, das Solothurner Kloster ab 1998 zur gemeinsamen Ausbildungsstätte für die Novizen des ganzen deutschsprachigen Raums zu machen, liess sich nicht durchführen, weil sich die deutschen Ordensanwärter aus Sozialversicherungsgründen während der Ausbildung in einem Staat der EU aufhalten müssen. Die letzten Kapuziner verliessen das Solothurner Kloster somit am 31. März 2003. Zuletzt waren noch sechs Brüder verblieben, die sich auf die Klöster in Olten, Luzern, Rapperswil und Wil SG verteilten.

### Künftige Nutzung des Gebäudes

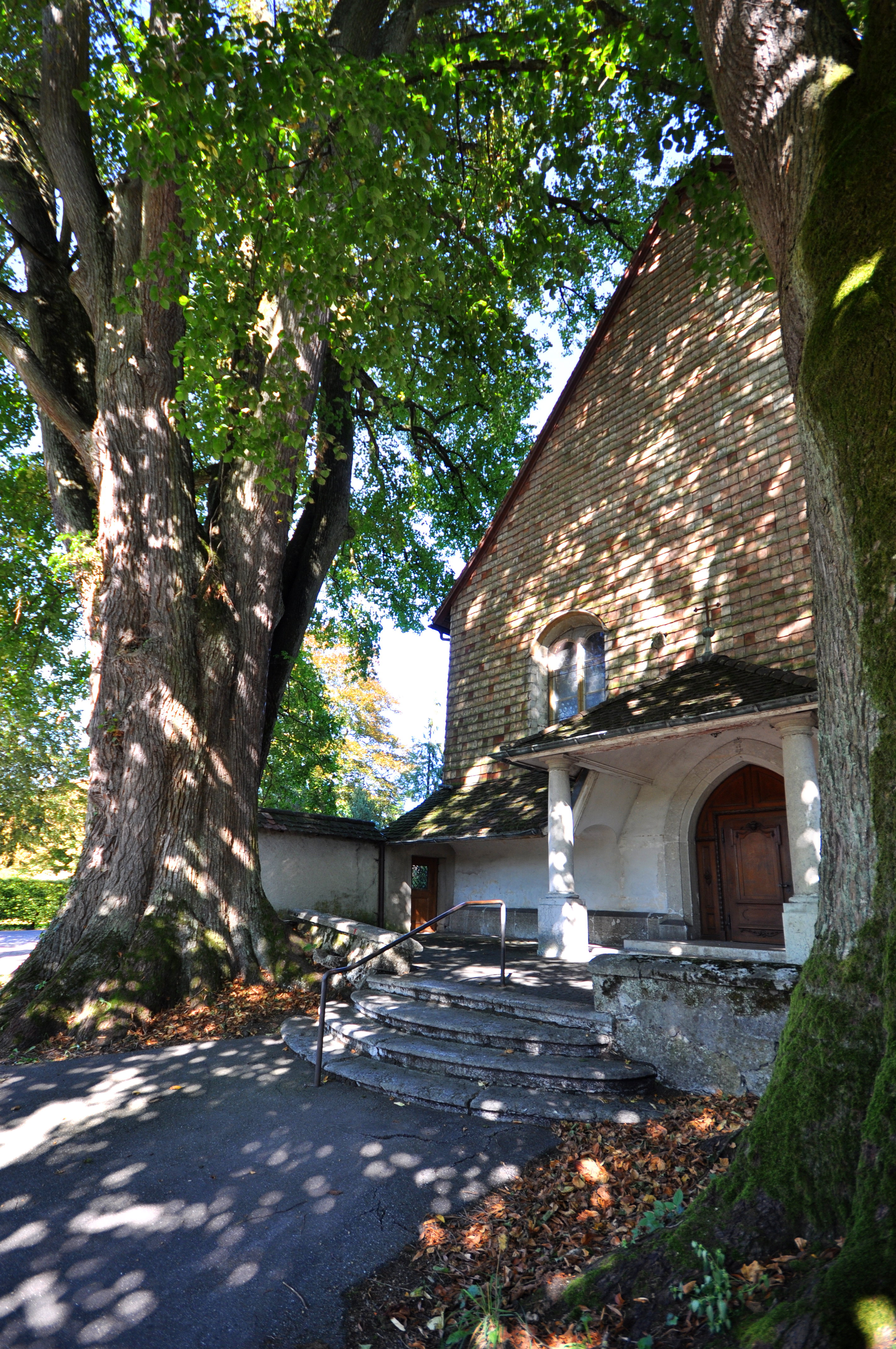
Lindenbäume vor der Klosterkirche, 2010

Die Gebäulichkeiten des Klosters Solothurn, wie auch die Kapuzinerklöster in Olten und Dornach, befanden sich mit ihrem gesamten Gelände seit jeher im Eigentum des Kantons Solothurn, im Gegensatz zu anderen Kantonen, in denen meist die Schweizer Kapuzinerprovinz Eigentümerin der Anlagen ist. Nach der Aufgabe des Klosters durch die Kapuziner stellte sich für den Kanton Solothurn somit die Frage nach der weiteren Verwendung des grossen Klosters, der Kirche und des weitläufigen Klostergartens. Bisher wurde dafür noch keine Lösung gefunden (Stand Herbst 2018). 2004 wurde unter der Bezeichnung „Denkklause Solothurn“ ein Projekt erarbeitet, das „eine Begegnungszone mit kirchlichen Nutzungen sowie einem Gesundheits-, Sozial-, Bildungs- und Kulturbereich“, ein gastronomisches Angebot im Refektorium und die Errichtung von altersgerechten Wohngebäuden im südlichen Teil des Klostergartens vorgesehen hätte. Wegen „erheblicher Veränderung der Rahmenbedingungen“ wurde 2007 jedoch beschlossen, das Projekt nicht in dieser Form zu realisieren. Vorläufig vermietet der Kanton Solothurn Teile der Klosteranlage (Refektorium, Kirche, Garten) tage- und wochenendweise für Anlässe. Ende 2009 stand das Hochbauamt des Kantons im Gespräch mit zwei neuen Interessenten, auch äusserte eine treibende Kraft des Projekts „Denkklause“, dass dieses weiter verfolgt werden solle. Im April 2011 wurde bekannt, dass der Kanton noch mit zwei Teams verhandelte, von denen gefordert wurde, dass sie innerhalb eines Jahres Investoren benennen. Es müssten Dutzende Millionen Franken investiert werden. Das Kloster sollte dabei nicht verkauft, sondern im Baurecht abgegeben werden. Ende 2012 wurde berichtet, dass beide Projektgruppen auch nach einer Fristverlängerung „den Nachweis, die notwendigen Investitionen von 30 bis 40 Mio. Franken erbringen zu können“ nicht erbringen konnten. Mit Stand 2018 liegt immer noch kein definitives Projekt vor. Zu den Zwischennutzungen gehört ein gastronomisches Angebot unter der Bezeichnung Chloschterchuchi.

## Bibliothek
Als Studienkloster verfügte das Kapuzinerkloster Solothurn über eine bedeutende Bibliothek von rund 35'000 Bänden, darunter über 120 Inkunabeln. Da das Kloster in seiner Geschichte keine Plünderungen erleiden musste und zu keinem Zeitpunkt aufgehoben war, wurde der Buchbestand bis zur Aufgabe des Klosters ununterbrochen gepflegt und umfasst somit Werke vom 15. Jahrhundert bis 2003, wobei knapp ein Drittel vor 1900 erschienen ist. Die Schweizer Kapuzinerprovinz schenkte die Bibliothek 2003 dem Kanton Solothurn, der sich zu ihrer integralen Erhaltung und fachgerechten Betreuung verpflichtete. Die Bestände waren zunächst über den digitalisierten zentralen Zettelkatalog der Schweizer Kapuziner online recherchierbar (Sigel SO). Nach der Übergabe der Bibliothek an die Zentralbibliothek Solothurn, 2015, wurden die Katalogdaten von einer externen Firma retrokonvertiert. Sie wurden mit dem Vorspann «KBS» vor den bestehenden Signaturen in den Verbundkatalog des IDS Basel Bern eingespielt und sind nach der Datenmigration der Zentralbibliothek Solothurn von 2020 in SLSP nachgewiesen. Die Inkunabeln wurden 2017 exemplarspezifisch erschlossen.

## Künstlerische Ausstattung und Kirchenschatz

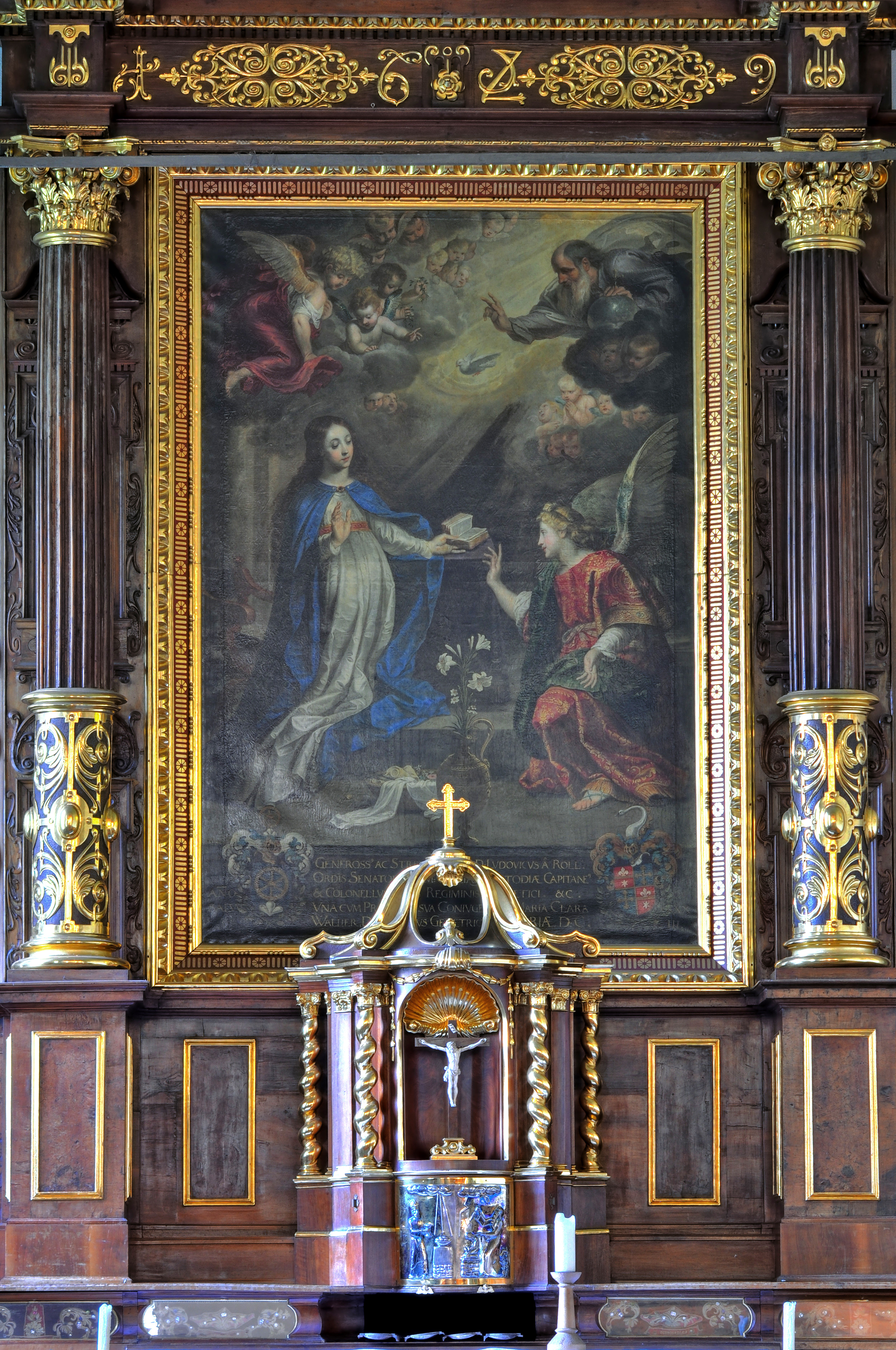
Altarbild von Gerard Seghers

Gemäss dem Armutsideal der Kapuziner als Bettelorden sollen ihre Klöster keine Repräsentations-, sondern schlicht ausgestattete Zweckbauten sein; daran hat man sich grundsätzlich auch in Solothurn gehalten. Für die sakralen Geräte, liturgischen Gewänder und andere Bestandteile eines Kirchenschatzes erheben die Ordenssatzungen der Kapuziner ebenfalls die Forderung nach ausgeprägter Bescheidenheit. Aus der Spendenfreudigkeit der Solothurner Patrizierfamilien resultierten jedoch in der Kapuzinerkirche bald eine Ausstattung und ein Kirchenschatz, die aus Sicht der Ordensoberen von überbordendem Reichtum waren, was im Anschluss an eine Visitationsreise des Ordensgenerals 1646 zu einer Rüge führte. Vier goldene Reliquientafeln wurden auf Drängen der Oberen an die Stifterfamilie zurückgegeben, welche sie darauf dem Kloster Namen Jesu der Kapuzinerinnen schenkte. Im Zusammenhang mit der Rüge ausdrücklich erwähnt, aber nicht entfernt wurde auch das Verkündigungsbild des Hochaltars.
Bei diesem Bild Mariä Verkündigung handelt es sich um ein Gemälde des flämischen Malers Gerard Seghers (1591–1651). Es wurde 1624 gemalt und dem Kloster 1643 von Ludwig von Roll gestiftet. Die „Solothurner Verkündigung“, entstanden unter dem Einfluss von Caravaggio und Rubens, zeigt Maria im Zwiegespräch mit dem Erzengel Gabriel. Der Kunsthistoriker Georg Carlen schreibt in der Festschrift zum 400. Jubiläum des Klosters: „Das Bild vereinigt nordische Innigkeit in der häuslichen Szene mit barockem Impetus rubenscher Prägung im himmlischen Gebrause. Ein italienischer Zug manifestiert sich im raffaelesken Engel.“ Die hohe Wertschätzung des Bildes bei den Schweizer Kapuzinern zeigt sich darin, dass drei Kopien erhalten geblieben sind, die um 1650 als Seitenaltarbilder von Kapuzinerkirchen entstanden.
Die Seitenaltarbilder der Solothurner Kapuzinerkirche wurden in der zweiten Hälfte des 18. Jahrhunderts vom Schwyzer Maler Joseph Felix Triner (* 1743) geschaffen. Sie zeigen den Heiligen Antonius von Padua und Maria sowie den Heiligen Franz von Assisi unter dem Kreuz.
Beim sakralen Gerät ist die franziskanische Forderung nach Bescheidenheit insofern eingeschränkt, als Franz von Assisi aus Ehrfurcht vor dem „heiligsten Leib Christi“ selbst dringlich um würdige, kostbare Geräte für die Aufbewahrung konsekrierter Hostien und für „alles, was zum Opfer gehört“ gebeten hatte. Eigentliche Prunkgeräte waren damit jedoch nicht gemeint, so dass sich auch im Solothurner Kloster nicht etwa Prunkkelche mit Edelsteinbesatz fanden, sondern schlichte sogenannte „Kapuzinerkelche“, deren Schmuck sich auf einige Treibarbeiten und Gravuren beschränkt.
Der historische Kirchenschatz des Kapuzinerklosters Solothurn wurde dem Historischen Museum der Stadt Solothurn, dem Museum Blumenstein, übergeben.

## Beschreibung

### Das erste Klostergebäude

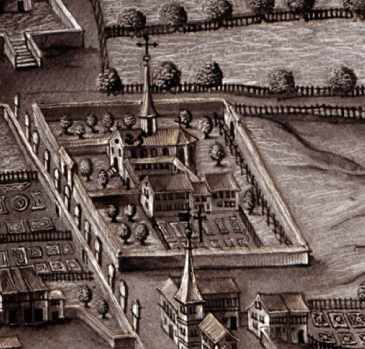
Das Kloster auf einer Glasmalerei aus dem Jahr 1659

Vom ursprünglichen Klostergebäude von 1590/1592 existiert kein Plan und keine nähere Beschreibung. Gemäss dem allgemeinen Modell, das damals für alle zu errichtenden Kapuzinerklöster angewandt wurde, lässt sich die Anlage aber gleichwohl, wenn auch nicht detailliert, beschreiben. Die Kirche lag auf der einen Seite des Kreuzgangs, ihr gegenüber der Hauptflügel des Klosters. In dessen Erdgeschoss lag, wie auch heute noch, das Refektorium mit daran anschliessender Küche. Im oberen Stockwerk befanden sich die Mönchszellen in zwei Reihen, zwischen denen ein Gang verlief. Zwei Seitenflügel verbanden den Hauptflügel mit der Kirche. Zu den im Erdgeschoss der Seitenflügel untergebrachten Räumlichkeiten gehörten unter anderem die Stube des Pförtners, Empfangszimmer, eine Hostienbäckerei und die Speisekammer. Im oberen Stock der Seitenflügel waren die Bibliothek, Kranken- und Gästezimmer sowie Räume zur Aufbewahrung von Wäsche und Kleidern untergebracht.
Die damals geltenden Ordenssatzungen von 1575 schrieben vor, dass die Zellen nicht länger und nicht breiter als 9 Spannen (2,34 m) und nicht höher als 10 Spannen (2,6 m) zu sein hatten. Das Refektorium durfte nicht höher als 13 Spannen (3,38 m) sein. „Nur wo gar schlechte Luft wäre, darf 1 Spanne mehr zugegeben werden.“ Siegfried Wind geht in seiner Darstellung der ersten 80 Jahre des Kapuzinerklosters Solothurn davon aus, dass man sich für die Räumlichkeiten in Solothurn ebenfalls daran gehalten hatte.

### Heutige Anlage

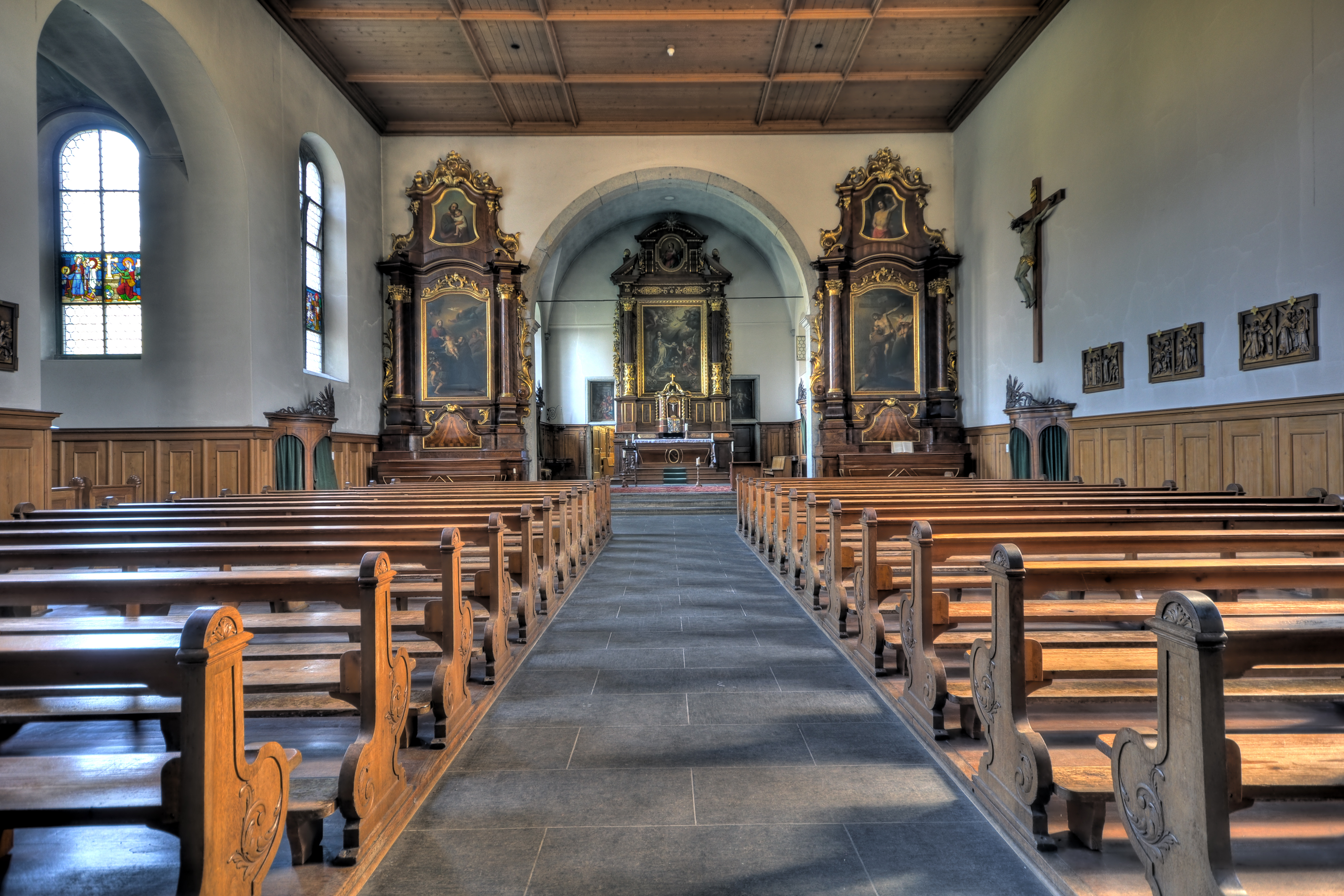
Blick ins Kircheninnere

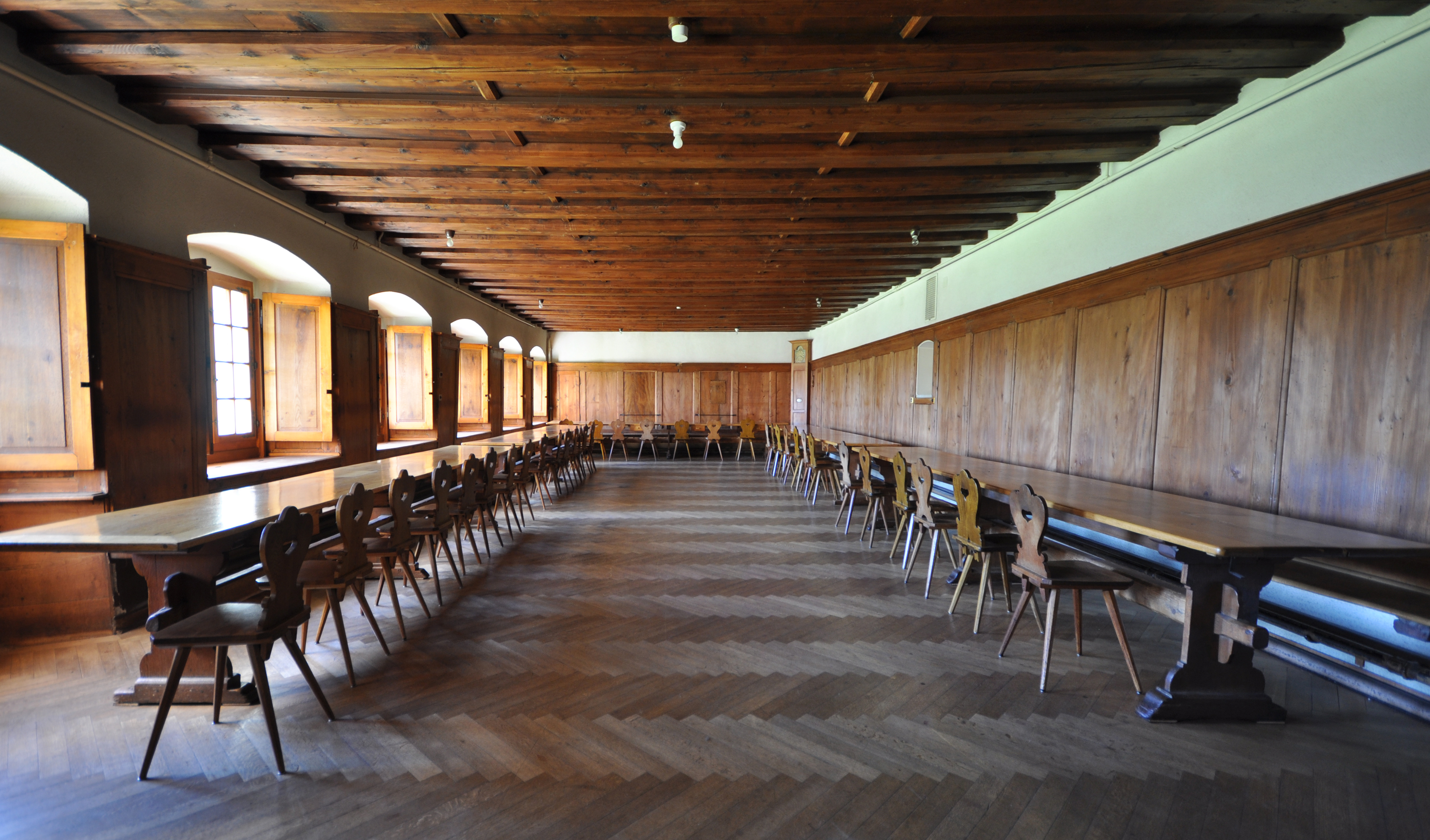
Refektorium

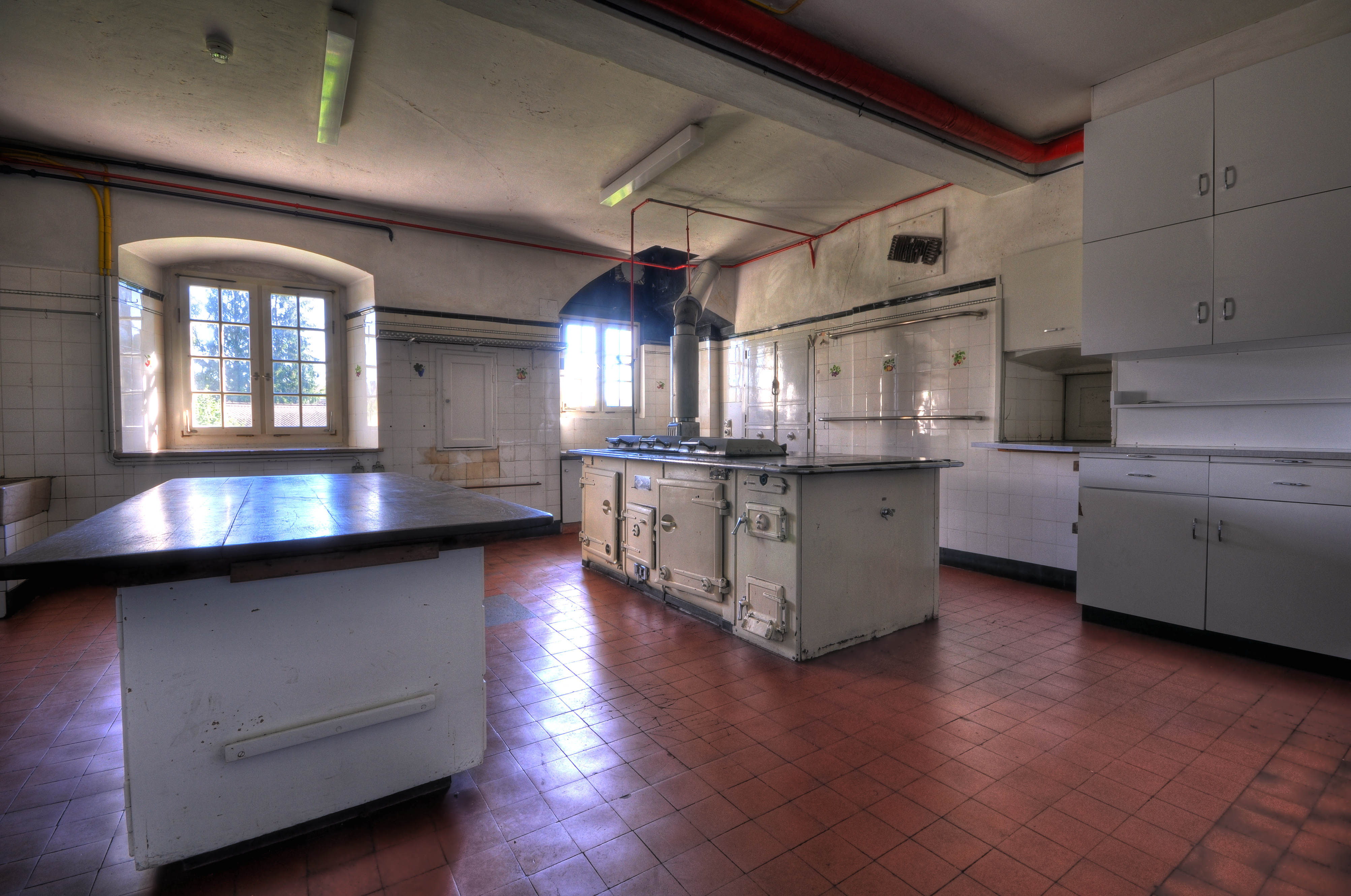
Küche

Der Gebäudekomplex verdeutlicht gut die gewachsene Struktur des Klosters, das im Laufe seines Bestehens immer wieder umgebaut und erweitert wurde. Besonders sichtbar ist dies an den vielen unterschiedlichen Dachpartien des nördlichen Flügels. Das rund 1,1 Hektar grosse Klostergelände ist rundherum von einer Mauer umfriedet, deren Krone mit roten Dachziegeln gedeckt ist.
Kern der Anlage ist ein geschlossener Vierflügelbau, dessen Trakte sich um einen rechteckigen, etwa 22,5 × 17,5 Meter messenden Innenhof gruppieren. Dieser ist – wie bei Klöstern üblich – von einem Kreuzgang umgeben, dessen Eichenpfosten eine flache Holzdecke tragen. In der Mitte des Hofes steht eine Marienstatue aus Stein.
Den Grossteil des etwa 88 Meter langen Nordflügels nimmt die Klosterkirche ein, eine geostete Saalkirche. Bei der Vergrösserung der 1593 vollendeten ursprünglichen Kirche im Jahr 1629 wurden ihre beiden Chöre zum neuen Mönchschor am östlichen Ende des Flügels verschmolzen, ein Quadrat des Schiffs zum Laienchor umgewandelt und ein neues Schiff errichtet. Der dreiseitig geschlossene Mönchschor verfügt über Parkettboden sowie Kreuzrippen- und -gratgewölbe, während die Decke des Vorchors (ehemaliges Schiff) tonnengewölbt ist. Die Kassettendecke und die Granitplatten als Bodenbelag im Langhaus gehen auf eine Renovierung im Jahr 1947 zurück, wie auch die Empore. Diese bisher letzte tiefgreifende, von den Denkmalpflegern Gottlieb Loertscher und Linus Birchler begleitete Renovierung der Kirche sollte dem «Ideal grösstmöglicher kapuzinischer Schlichtheit» folgen. Sie war mit der Entfernung von Ausstattungsteilen aus der zweiten Hälfte des 19. Jahrhunderts und reicher Dekorationsmalereien von Josef Heimgartner (1902) verbunden. Auch wurde damals der Eingang zur Gruft verschlossen, die seit 1926 nicht mehr für Bestattungen genutzt worden war. Seit 1932 befand sich ein Klosterfriedhof nordwestlich der Kirche.
Das Äussere der Kirche weist nachgotische Elemente auf. Dazu zählt neben Rundbogenfenstern mit Butzenscheiben auch der Dachreiter mit schlankem, sehr hohen Helm auf dem Dach des Mönchschors. Die Glocke im hölzernen Glockenstuhl des Dachreiters wurde 1927 von der Aarauer Glockengiesserei H. Rüetschi umgegossen (ursprüngliche Glocke von 1790). Die Aussenmauern der Kirche sind verputzt und besitzen Eckquaderungen. In ihrer westlichen Stirnwand, die mit kleinen Fassadenplatten aus Ton verkleidet ist, findet sich der spitzbogige Kircheneingang mit Hausteinfassung und einem kleinen Vorbau, dessen flaches Pyramidendach von zwei toskanischen Säulen gestützt wird. An der Nordseite ist dem Kirchenschiff eine dreiseitig geschlossene Kapelle zu Ehren Felix von Cantalices angefügt, deren Bau der Rat 1712 bewilligte und die 1716 von Jacques Duding (Jakob Düding), dem Bischof von Lausanne, geweiht wurde.
Der Südseite der Klosterkirche ist zum Innenhof ein schmaler, dreistöckiger Bau vorgesetzt, dessen oberes Geschoss in Fachwerkbauweise errichtet wurde und von 1953/54 stammt. Über zwei rechtwinkelig anstossende Seitenflügel mit vier Geschossen ist der Nordtrakt mit dem Südflügel verbunden. Dessen langgestreckte, etwa 109 Meter messende Südfassade wirkt auf den Betrachter wie „aus einem Guss“, tatsächlich aber handelt es sich dabei um die Fassaden zweier Bauten aus unterschiedlichen Epochen, denn der östliche Teil des Südflügels wurde erst 1927 errichtet. Das dreigeschossige Mauerwerk ist hell verputzt und durch Fenster mit heller Hausteinfassung in 22 Achsen unterteilt. In den Obergeschossen können die Fenster mit grünen Läden verschlossen werden. Der Flügel besitzt ein pfannengedecktes Walmdach mit kleinen Gauben. Im Inneren beherbergt der südliche Klosterflügel das Refektorium mit einer etwa mannshohen Täfelung, Balkendecke und einem Parkett, das in Fischgrättechnik verlegt wurde. Dem Refektorium schliesst sich die geräumige Klosterküche an. Ein schmaler Hinterausgang führt vom Südflügel in den grossen Klostergarten, dessen Fläche heute mehrheitlich von Rasen eingenommen wird. Die streng symmetrisch angelegten Gartenwege lassen aber noch sehr gut die einstigen Beete des Klostergartens erkennen.
Im zweiten Obergeschoss besitzt der Südflügel in der 2. und 21. Achse anstatt Fenster polygonale Erkertürmchen mit kupfergedeckter Zwiebelhaube und Rundbogenfries über den Fensterstürzen. Das Friesmotiv wiederholt sich im Traufgesims eines polygonalen Turms in der Südost-Ecke des Innenhofs ebenso wie im Kordongesims zwischen dem ersten und zweiten Obergeschoss an der nördlichen Stirnseite des Ostflügels. Dieser ist ein rechtwinkeliger Anbau am östlichen Ende des Südtrakts, der parallel zu den beiden Verbindungsflügeln steht. Seine östliche Fassade weist im Erdgeschoss einen Bogengang mit toskanischen Säulen auf.
Die beiden grossen Linden vor dem Eingang zur Kirche sollen nach mündlicher Überlieferung um 1809 gepflanzt worden sein und gehören damit zu den ältesten Bäumen der Stadt Solothurn. Bei den Renovationsarbeiten um die Mitte des 20. Jahrhunderts wurde festgestellt, dass ihre Wurzeln bis zum Altar reichen.